# Schlagerfestival (Nederland)
Het Schlagerfestival is een muziekfestival, waarvan de eerste editie in 1973 werd gehouden in Geulle (Limburg). Dit eerste Schlagerfestival werd georganiseerd door Harry Thomas in een tent. Latere jaren werd het Schlagerfestival in de Rodahal in Kerkrade gehouden.
Het festival groeide uit tot een populair en jaarlijks terugkerend evenement, waarvoor Thomas tal van bekende schlagerartiesten naar Nederland haalde. Het werd op televisie uitgezonden door in eerste instantie de AVRO en later de TROS en trok steevast miljoenen kijkers. Thomas bracht onder de titel "Harry Thomas presenteert Schlagerfestival" vanaf 1973 jaarlijks een verzamelalbum uit met artiesten die hadden opgetreden tijdens het evenement. Verschillende albums bereikten een gouden status.
In 1974 contracteerde Thomas de jonge Duitse zanger Dennie Christian voor zijn festival. Mede door het optreden werd "Rosamunde" van Christian begin 1975 een grote hit in de Benelux, nog voordat hij er in Duitsland succes mee had. Vanaf 1982 werd Christian de vaste presentator van het Schlagerfestival nadat Freddy Quinn ermee wilde stoppen, die daarvoor de vaste presentator was.
In 1991 overleed Thomas op 46-jarige leeftijd aan de gevolgen van een hartstilstand. Na zijn dood nam Christian de organisatie van het Schlagerfestival op zich maar na 1998 wilde Dennie Christian niet meer naar de Rodahal door het debacle met een oplichter die er "Schlag auf Schlager" organiseerde. Daarna vond het nog twee keer in Zuidbroek plaats voor het een stille dood stierf.
In 2010, 2011 en 2012 stond het festival weer geprogrammeerd in de Rodahal. De televisie-uitzendingen werden verzorgd door Omroep MAX. Editie 2010 werd gepresenteerd door Marijke Amado en de edities van 2011 en 2012 door Dennie Christian.
In 2013 ging het festival niet door, omdat er geen hoofdact gevonden werd. Voor december 2019 staat de opvolger gepland in Eindhoven.